# هایدموله
هایدموله (به آلمانی: Haidmühle) یک شهر در آلمان است که در بایرن واقع شده‌است.

## خصوصیات
هایدموله ۲۱٫۰۳ کیلومترمربع مساحت دارد ۸۳۱ متر بالاتر از سطح دریا واقع شده‌است.